# Station Nice-Saint-Augustin
Station Nice-Saint-Augustin is een spoorwegstation in de Franse gemeente Nice.